# Rodrigo Prieto
Rodrigo Prieto (ur. 23 listopada 1965 w mieście Meksyk) – meksykański operator filmowy.
Laureat Złotej Żaby na MFF Camerimage za zdjęcia do filmu Amores perros (2000). Czterokrotnie nominowany do Oscara za najlepsze zdjęcia do filmów: Tajemnica Brokeback Mountain (2005), Milczenie (2016), Irlandczyk (2019) oraz Czas krwawego księżyca (2024).
Stały współpracownik reżyserów Alejandra Gonzáleza Iñárritu i Martina Scorsese. Współpracował również z takimi twórcami jak m.in. Ang Lee, Curtis Hanson, Spike Lee czy Oliver Stone. Członek jury konkursu głównego na 76. MFF w Wenecji (2019).
W 2024 zdobył główną nagrodę w Konkursie Wideoklipów na 32. festiwalu EnergaCamerimage w Toruniu za Fortnight Taylor Swift.

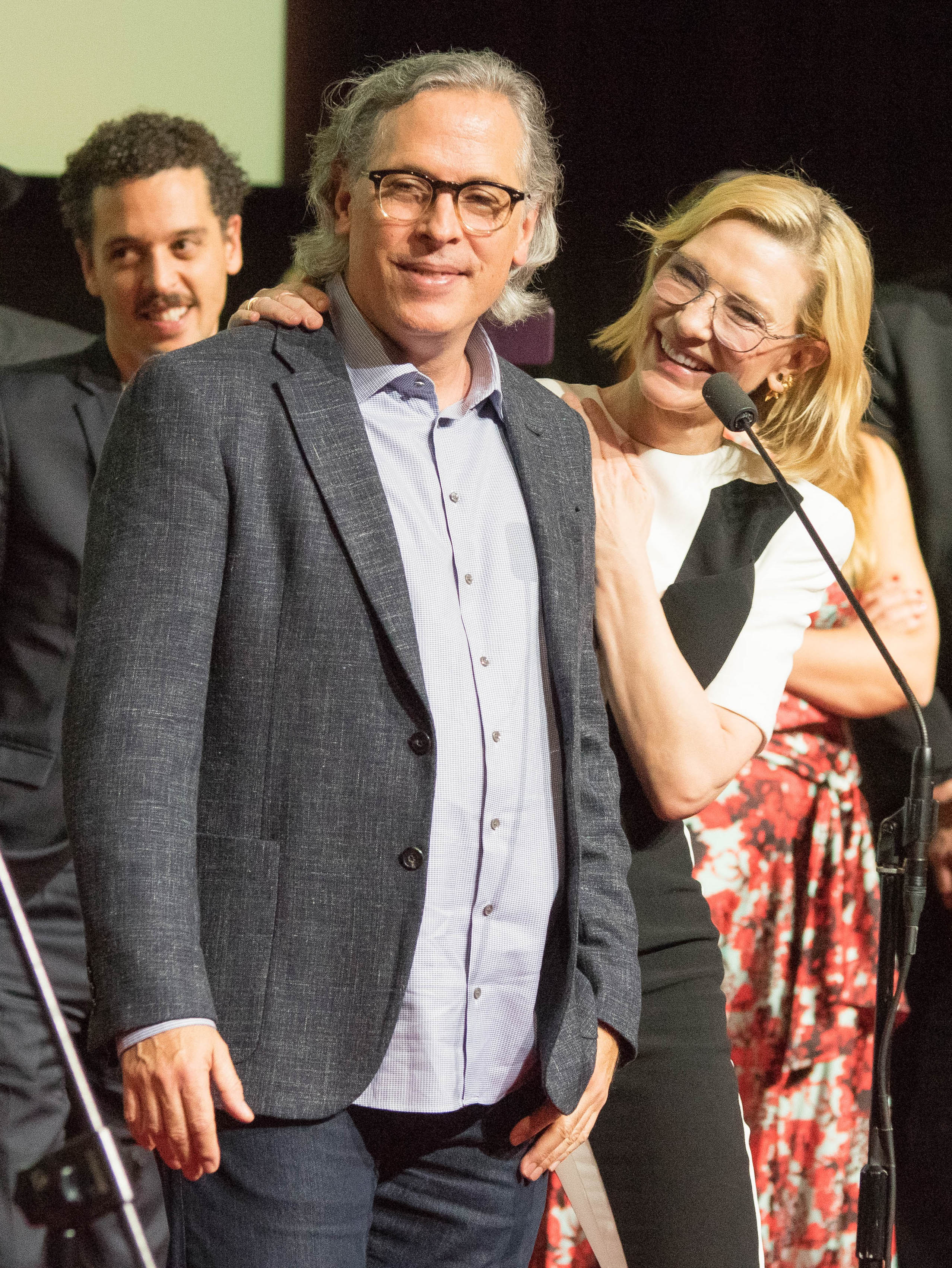
Rodrigo Prieto i Cate Blanchett na Energa Camerimage 2024